# David A. Ebert
David Anthony Ebert (* 8. August 1958 in Santa Clara, Kalifornien) ist ein US-amerikanischer Ichthyologe, der sich vornehmlich mit Knorpelfischen befasst. Wegen seiner Suche nach verschollenen Haiarten erhielt er den Spitznamen Lost Sharks Guy.

## Leben
Ebert ist der Sohn von Margaret E. McCloud und Earl Ebert, der als Meeresbiologe tätig war. 1978 erhielt er das Associate of Arts Degree vom Hartnell College in Salinas, Kalifornien. 1980 schloss er sein Bachelorstudium an der Humboldt State University in Arcata im Norden Kaliforniens ab. 1984 graduierte er mit der Arbeit Aspects of the life history of California's two cowshark species, Notorynchus cepedianus and Hexanchus griseus unter der Leitung von Gregor Cailliet zum Master of Arts in Meeresbiologie an den Moss Landing Marine Laboratories der San José State University. 1990 wurde er unter der Leitung von Leonard Compagno mit der Dissertation The taxonomy, biogeography and biology of cow and frilled sharks (Chondrichthyes: Hexanchiformes) an der Abteilung für Ichthyologie und Fischerei der Rhodes-Universität in Grahamstown, Südafrika, zum Ph.D. promoviert. Im selben Jahr absolvierte er seine Postdoc-Phase am Haiforschungszentrum des Iziko South African Museum in Kapstadt. 
Von 1985 bis 2005 war er Mitarbeiter bei der Beratergesellschaft Ocean Resource Consultants & Associates (ORCA) in Halifax, Nova Scotia, Kanada. Von 1991 bis 2001 war er Mitarbeiter beim Abalone Research (Seeohren-Forschung) der NOAA. Seit 2002 ist er Programmdirektor des Pacific Shark Research Center (PSRC) und Mitglied der Forschungsfakultät an den Moss Landing Marine Laboratories. Seit 2009 ist er wissenschaftlicher Mitarbeiter des South African Institute for Aquatic Biodiversity (SAIAB) und der Abteilung für Ichthyologie der California Academy of Sciences. 
Ebert ist Berater der Ernährungs- und Landwirtschaftsorganisation der Vereinten Nationen (FAO) in Haifragen, stellvertretender Vorsitzender der IUCN SSC Shark Specialist Group (SSG) für Taxonomie, regionaler Co-Vorsitzender der IUCN Northeast Pacific Regional Shark Specialist Group und Mitglied der American Elasmobranch Society, der American Society of Ichthyologists and Herpetologists und der Oceania Chondrichthyan Society. Er betreute 40 Master-Studenten im Bereich der Meeresbiologie. Eberts Forschung über die Knorpelfische (Haie, Rochen, Seekatzen) konzentriert sich auf die Biologie, Ökologie, Biogeographie, Fischerei und Systematik dieser kryptischen Fischgruppe. Er forschte auf sechs Kontinenten und in über 25 Ländern. Seine Bibliographie umfasst 30 Bücher, darunter Sharks of the World (2021). Zu seinen weiteren Werken zählen Guide to the Sharks and Rays of Southern Africa (1989) und Sharks, Rays, and Chimaeras of California (2003). Er hat über 400 wissenschaftliche Arbeiten und Buchkapitel veröffentlicht und an über 120 Arteinträgen für die Rote Liste der IUCN Shark Specialist Group mitgewirkt.
Eberts Forschungsarbeiten wurden in der Discovery-Channel-Sendung Shark Week und in der bekannten BBC-Serie Shark vorgestellt. Seine gegenwärtigen Forschungsbemühungen konzentrieren sich auf das Auffinden, die Dokumentation und die Sensibilisierung für die „verschollenen Haie“ der Welt, darunter jene wenig bekannten oder unbekannten Haiarten, die weitgehend aus dem öffentlichen und wissenschaftlichen Bewusstsein verschwunden sind.

## Erstbeschreibungen von David A. Ebert
- Acroteriobatus andysabini Weigmann, Ebert & Séret, 2021
- Acroteriobatus stehmanni Weigmann, Ebert & Séret, 2021
- Apristurus manocheriani Cordova & Ebert, 2021
- Bathyraja chapmani Ebert, Alfaro-Shigueto, Vélez-Zuazo, Pajuelo & Mangel, 2022
- Benthobatis yangi Carvalho, Compagno & Ebert, 2003
- Bythaelurus bachi Weigmann, Ebert, Clerkin, Stehmann & Naylor, 2016
- Bythaelurus naylori Ebert & Clerkin, 2015
- Caliraja Ebert, 2022
- Centrophorus lesliei White, Ebert & Naylor, 2017
- Centrophorus longipinnis White, Ebert & Naylor, 2017
- Centrophorus westraliensis White, Ebert & Compagno, 2008
- Centrophorus zeehaani White, Ebert & Compagno, 2008
- Cephaloscyllium hiscosellum White & Ebert, 2008
- Chimaera bahamaensis Kemper, Ebert, Didier & Compagno, 2010
- Chimaera buccanigella Clerkin, Ebert & Kemper, 2017
- Chimaera carophila Kemper, Ebert, Naylor & Didier, 2014
- Chimaera didierae Clerkin, Ebert & Kemper, 2017
- Chimaera notafricana Kemper, Ebert, Compagno & Didier, 2010
- Chimaera supapae Ebert, Krajangdara, Fahmi & Kemper, 2024
- Chimaera willwatchi Clerkin, Ebert & Kemper, 2017
- Chlamydoselachus africana Ebert & Compagno, 2009
- Cruriraja hulleyi Aschliman, Ebert & Compagno, 2010
- Dipturus lamillai Concha, Caira, Ebert & Pompert, 2019
- Etmopterus alphus Ebert, Straube, Leslie & Weigmann, 2016
- Etmopterus benchleyi Vásquez, Ebert & Long, 2015
- Etmopterus brosei Ebert, Leslie & Weigmann, 2021
- Etmopterus burgessi Schaaf-Da Silva & Ebert, 2006
- Etmopterus joungi Knuckey, Ebert & Burgess, 2011
- Etmopterus lailae Ebert, Papastamatiou, Kajiura & Wetherbee, 2017
- Etmopterus marshae Ebert & Van Hees, 2018
- Etmopterus samadiae White, Ebert, Mana & Corrigan, 2017
- Etmopterus sculptus Ebert, Compagno & De Vries, 2011
- Hydrolagus alphus Quaranta, Didier, Long & Ebert, 2006
- Hydrolagus erithacus Walovich, Ebert & Kemper, 2017
- Hydrolagus mccoskeri Barnett, Didier, Long & Ebert, 2006
- Hydrolagus melanophasma James, Ebert, Long & Didier, 2009
- Leucoraja elaineae Ebert & Leslie, 2019
- Notoraja martinezi Concha, Ebert & Long, 2016
- Parmaturus nigripalatum Fahmi & Ebert, 2018
- Planonasus indicus Ebert, Akhilesh & Weigmann, 2018
- Pristiophorus lanae Ebert & Wilms, 2013
- Pristiophorus nancyae Ebert & Cailliet, 2011
- Rhinobatos austini Ebert & Gon, 2017
- Rhinochimaera africana Compagno, Stehmann & Ebert, 1990
- Squalus bassi Viana, Carvalho & Ebert, 2017
- Squatina caillieti Walsh, Ebert & Compagno, 2011
- Squatina mapama Long, Ebert, Tavera, Acero P. & Robertson, 2021
- Tetronarce cowleyi Ebert, Haas & de Carvalho, 2015
- Tetronarce formosa (Haas & Ebert, 2006)